# Bernardino Bonsignori
Bernardino Bonsignori, precedentemente noto come Il maestro di San Vincenzo martire (Verona, 1474 o 1476 – Mantova, 9 gennaio 1529), è stato un pittore italiano.

## Biografia

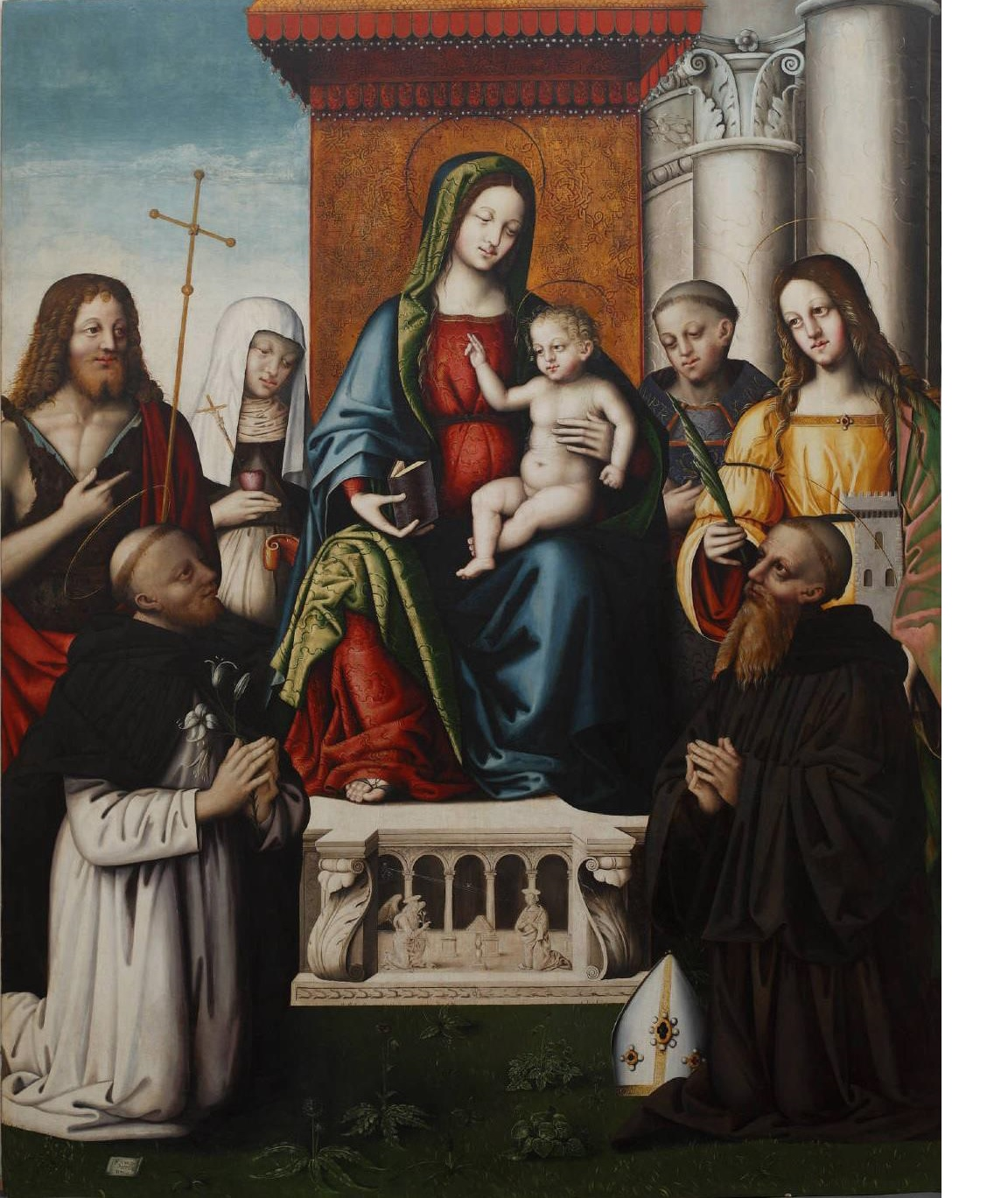
Bernardino Bonsignori, Madonna col Bambino, la beata Osanna Andreasi e i santi Vincenzo Martire, Giovanni Battista, Barbara, Vincenzo Ferrer e Romano, Palazzo Ducale, Mantova

Figlio del pittore Alberto Bonsignori e fratello di Francesco, di Girolamo e Cherubino anch'essi pittori. 
Probabilmente già nel 1492 viene chiamato come aiuto nella bottega dal fratello Francesco. Nel 1496 è documentata la sua presenza a Mantova nel cantiere del  Palazzo Ducale dove si occupa delle decorazioni esterne consentendo al fratello Francesco di dedicarsi a un perduto ciclo di affreschi interni rappresentante "La creazione dei primi signori di Mantova". Nel 1509 viene interpellato nuovamente per eseguire con il fratello la decorazione dei locali del Palazzo Ducale. All'interno della bottega fraterna si dedicò anche a opere di devozione privata di piccolo e medio formato. La perdita delle decorazioni del Palazzo Gonzaga non censente di valutarne le capacità artistiche come affrescatore, mentre il corpus di opere attribuitegli evoca il vivido ricordo delle composizioni del Mantegna recependo però le innovazioni della scuola del Perugino. 
Proseguirà l'attività della bottega dopo la morte di Francesco concentrandosi proprio sulle piccole opere devozionali probabilmente per sopperire alla carenza delle grandi commissioni di prestigio precedentemente derivanti dalla presenza del fratello. 
Sotto la concorrenza della nuova maniera imposta da Giulio Romano e della sua cerchia continuò la sua produzione attardata sulla visione peruginesca fino al 9 gennaio 1529 quando le registrazioni necrologiche attestano che "maestro Bernardino de Monsignori depentor in contrada Rover, morto de febre continua, infirmo per die 15".

## Opere

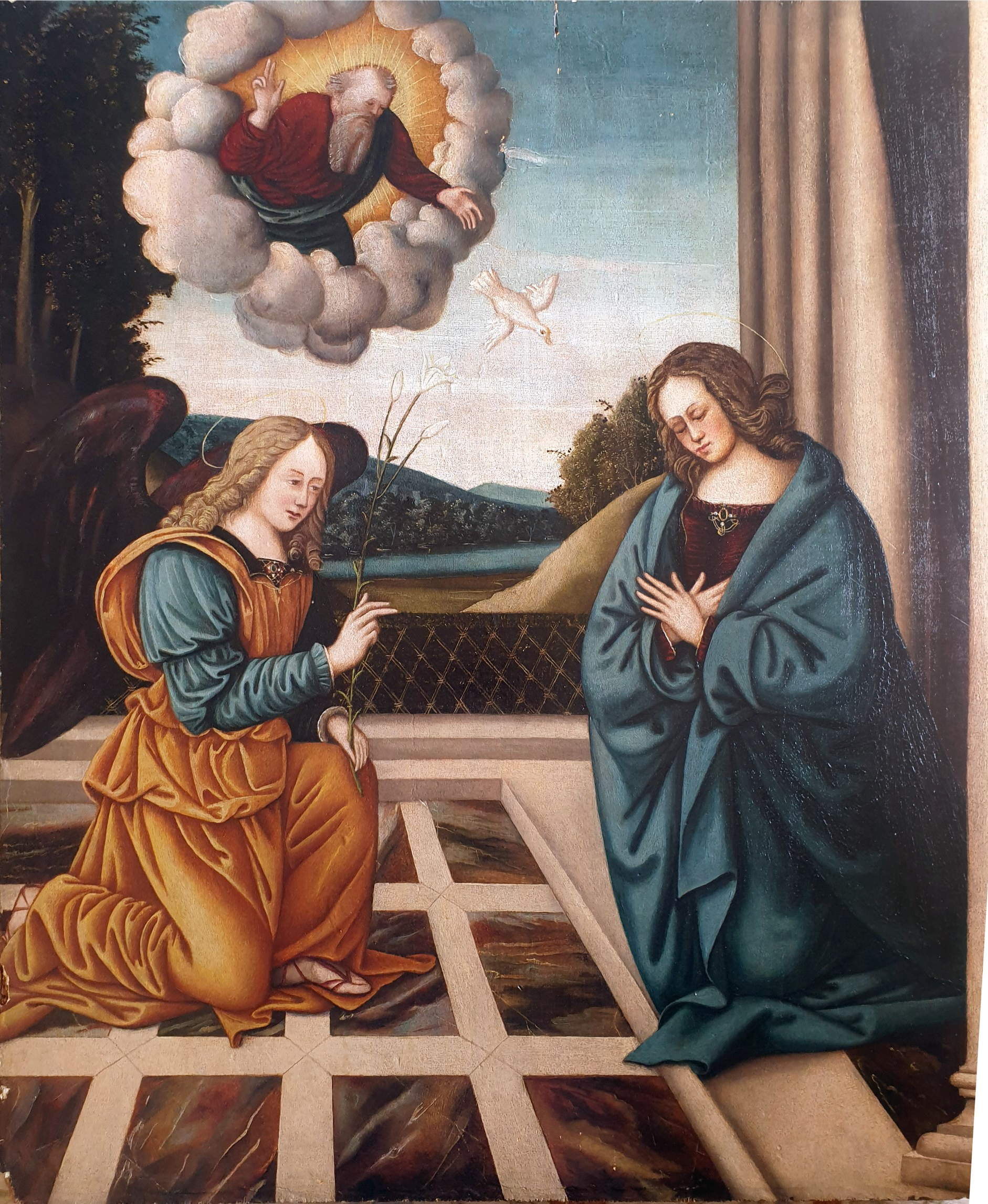
Bernardino Bonsignori, Annunciazione (1520-1529), collezione privata, Torre San Patrizio

- Madonna col Bambino, la beata Osanna Andreasi e i santi Vincenzo Martire, Giovanni Battista, Barbara, Vincenzo Ferrer e Romano – Palazzo Ducale,Mantova.
- Adorazione dei Magi – collezione privata (fototeca Berenson).
- Madonna col Bambino e i santi Giovanni Battista e Girolamo – Modena, BPER
- Cristo giovane – esemplari in varie sedi: Collezione d'arte Castello di Praga, Praga, Collezione Palazzo d'Arco, Mantova, sagrestia di Basilica di Santa Maria della Salute, Venezia, ex Galleria Piero Corsini, New York.
- Annunciazione, collezione privata, Torre San Patrizio.
- Deposizione di Cristo nel sepolcro (stato antico), già Jacques Hageraats (1922), L'Aia (in fototeca Zeri n. 65774), (stato odierno), collezione privata, Torre San Patrizio.
- Madonna col bambino, due sante e due angeli musicanti, già Collezione Cernazai, Udine.
- Veronica, Collezione Demandolx Dedon, Marsiglia.
- Madonna col bambino, Collezione Oertel, Monaco.
- San Nicola da Tolentino, Philadelphia Museum of Art, Filadelfia.
- Cristo coronato di spine, Muzeum Narodowego, Varsavia.
- Adorazione del bambino, depositi della Pinacoteca Nazionale di Bologna, Bologna.
- Matrimonio mistico di Santa Caterina, già Collezione Mos.
- Crocifissione, Mantova, Palazzo Ducale[1]

## Bibliografia

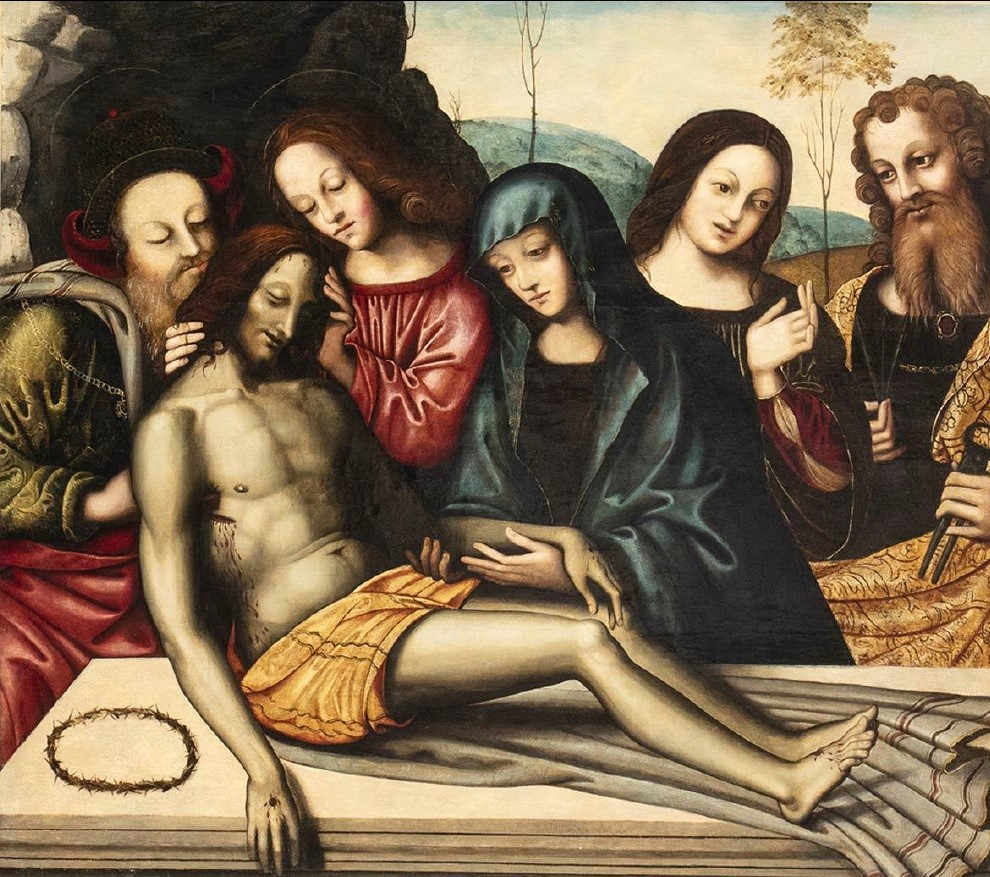
Bernardino Bonsignori, Cristo deposto nel sepolcro (stato odierno), collezione privata, Torre San Patrizio.